# Josef Hoffer
Josef Hoffer (također i  Jožef Hoffer) (Maribor, 1700. – Maribor, 1764.), slovenski arhitekt.
Jedan je od najznačajnijih baroknih arhitekata na području Štajerske. Djelovao je na širem području današnje Slovenije, južne Austrije i Hrvatske. 
Njegov otac Matija također je bio graditelj. Hoffer se formirao pod utjecajem Graza, glavnog grada Štajerske, ali je također izvjesna rješenja donio iz Beča, te ih prilagodio oblikovavši vlastiti stil. Njegovim je djelovanjem Maribor postao središte iz kojeg su se širili arhitektonski utjecaji u Hrvatsku.
Od njegovih djela, arhivski je dokumentirana tek pregradnja proštenjarske crkve u Kamnici (nacrt nastao između 1743. i 1747.), te župni dvor u Hočama (1757.). Vjerojatno je također pregradio vlastitu kuću u Mariboru (Gosposka 29), čija se pročeljna dekoracija datira u četrdesete godine 18. stoljeća. Na temelju ove kuće, i njene dekoracije (jastučasti kapiteli, motivi palmete, krljušti s kuglicama, itd.) pripisuje mu se niz građevina.
Vjeruje se također da je Hoffer uveo u arhitekturu spomenutog područja specifično projektno rješenje za crkve, ovalni tlocrt, koji će biti primijenjen za više objekata. 
Hakon Hofferove smrti, njegovu je radionicu preuzeo njegov dotadašnji glavni graditelj radionice Johann Fuchs. Fuchs se pritom oženio i Hofferovom udovicom. Fuchs je preuzeo vrlo sličan arhitektonski stil, te se dvoji o atribucijama ovoj dvojici graditelja. Tako se u stručnoj literaturi građevine sličnog oblikovanja nastale prije 1762. (ili 1764.) pripisuju Hofferu, a one poslije toga vremena Johannu Fuchsu.

## Pripisana djela
- Župna crkva u Ponikvi (1735. – 1740.)
- Župna crkva sv. Jerneja u Rogatcu (1738. – 1743.)
- Dvorac Zgornja Polskava (1740-ih godina)
- Dvorac Gornja Bedekovčina (1750.)
- Stubište u mariborskom Gradu (1747. – 1749.)
- Crkva na Sladkoj Gori (dovršena 1751.)
- Crkva u Ehrenhausenu (1751. – 1754.)
- Crkva sv. Marije Jeruzalemske na Trškom vrhu u Krapini (1750. – 1761.)
- Crkva u mjestu St. Johann in Saggautal (nacrt 1753., gradnja 1755. – 1760.)

## Arhivski potvrđena djela
- Crkva sv. Katarine u Malom Bukovcu kraj Ludbrega (1757. – 1758.)
- Proštenjarska crkva u Kamnica (nacrt 1743. – 1747.)
- Župni dvor u Hočama (1757.)